# SCSV De Ster
SCSV De Ster is een op 24 oktober 1975 opgerichte amateurvoetbalvereniging uit Den Haag, Zuid-Holland, Nederland. De thuiswedstrijden worden op Sportpark Cromvliet gespeeld.

## Geschiedenis
De basis voor wat later SCSV De Ster zou worden, werd gelegd in de periode 1974/75. Een vaste groep jongens van Javaanse afkomst die samen voetbalden hadden het plan om voor de eigen doelgroep een voetbalvereniging op te richten en aansluiting te zoeken bij de KNVB. Na verloop van tijd zien zij hun droom in vervulling gaan; de officiële inschrijving vond plaats op 24 oktober 1975. De eerste jaren gingen niet altijd van een leien dakje. De Ster beschikte nog niet over een eigen accommodatie en vond onderdak bij vereniging Die Haghe. Vijftien jaar hebben ze met deze voetbalvereniging het sportcomplex Ockenburg gedeeld. In het seizoen 1988/89 behaalde het eerste team van De Ster voor het eerst in haar geschiedenis een kampioenschap. In ditzelfde seizoen liepen de onderhandelingen met Die Haghe vast. De club besloot toen om de handen ineen te slaan met een andere vereniging; De Zwarte Schapen. De Ster was een vereniging opgericht door jongens van Surinaamse afkomst. Van 1990 tot 1992 werd De Zwarte Schapen voor De Ster een belangrijke vereniging. Toen de doelstelling uit 1975 gerealiseerd was, werd deze in 1990, door het toenmalige bestuur, bijgesteld. Hierbij werd de naam van de vereniging gewijzigd in het huidige Sociaal Cultureel en Sport Vereniging (SCSV) De Ster. De nieuwe doelstelling was het beoefenen en bevorderen van sport in zijn algemeenheid, alsmede het beoefenen en bevorderen van Surinaamse, Javaanse en andere cultuurvormen. Deze doelstelling werd niet door iedereen als 'goed genoeg' gezien. Er werd besloten om de slogan "Home Sweet Home" aan te nemen. Na verloop van tijd en een langdurige discussie met de gemeente Den Haag werd dit doel gerealiseerd. De gemeente wees in 1992 de Aagje Dekenlaan aan als "Home Sweet Home". Men moest duidelijk wennen aan het nieuwe onderkomen. Het eerste team zakte terug naar de vijfde klasse en bleef daar bungelen. In 2005 verhuisden de Javanen naar de Brinckerinckstraat. Dit Sportpark Cromvliet bracht meer succes, want in het seizoen 2008/09 werd SCSV De Ster weer kampioen in de vijfde klasse en promoveerden ze weer naar de vierde klasse. Na twee seizoenen als middenmoter had De Ster in 2011/12 weer succes en wisten ze zelfs zonder enig puntenverlies het seizoen af te ronden: 72 punten uit 24 wedstrijden. De Ster promoveerde voor het eerst in haar geschiedenis naar de derde klasse.

## Standaardelftallen

### Zaterdag
Het standaardelftal in het zaterdagvoetbal speelt in het seizoen 2023/24 in de Vijfde klasse van West-II. Eerder kwam het een enkel seizoen (2016/17) in het standaardvoetbal uit.

#### Competitieresultaten 2016–heden
| 13 4B |

|  |

|  |

|  |

| 13 4E |

| 13 5B |

| 7 5C |

| Tweede divisie | Derde divisie | Vierde divisie | Eerste klasse |
| Tweede klasse  | Derde klasse  | Vierde klasse  | Vijfde klasse |

### Zondag
Het standaardelftal in het zondagvoetbal speelde laatstelijk in het seizoen 2017/18, waarbij het uitkwam in de Derde klasse van het KNVB-district West-II. Voor het seizoen 2018/19 werd het team voor aanvang van de competitie, waarbij het was ingedeeld in 3B, teruggetrokken.

#### Erelijst
kampioen Vierde klasse: 2012
kampioen Vijfde klasse: 2009

#### Competitieresultaten zondag 1997–2018
| 10 5A |

|  |

|  |

| 11 5C |

| 2 5C |

| 6 4C |

| 5 4D |

| 2 4E |

| 8 4C |

| 8 4C |

| 10 4C |

| 2 5C |

| 1 5C |

| 6 4E |

| 10 4E |

| 1 4C |

| 10 3C |

| 10 3C |

| 8 3C |

| 7 3B |

| 4 3B |

| 14 3B |

| Derde klasse | Vierde klasse | Vijfde klasse |

In elke staaf van de grafiek staat van boven naar beneden vermeld: 
- Eindnotering

Dit is de positie die de club heeft bereikt in de competitie, zonder eventuele beslissings-, play-off- of nacompetitiewedstrijden die nodig zijn geweest om bijvoorbeeld de kampioen van de competitie te bepalen.
Indien een * achter het getal staat is de notering een tussenstand en kan het zijn dat de notering niet overeenkomt met de uiteindelijke eindstand van de competitie.
Staat er een - dan is het seizoen nog bezig en is er geen definitieve uitslag bekend.
Staat er xx op de positie van de notering, dan heeft de club vroegtijdig de competitie verlaten. Dit kan onder andere komen door terugtrekking van het team, faillissement van de club of door een uitgedeelde straf van de KNVB. In veel gevallen staat elders in het artikel de reden vermeld.
Staat er een ? dan is het resultaat uit het verleden onbekend, en is alleen de competitie of het niveau bekend van dat seizoen.
In de seizoenen 2019/20 en 2020/21 werd wegens de coronacrisis het amateurvoetbal afgebroken. Daardoor kennen deze staven geen eindklassering (middels -- weergegeven).
- Competitieniveau en afdelingsletter of Officiële eindstand Eredivisie
  - Competitieniveau en afdelingsletter

Hierbij geeft het getal het niveau weer, dat ook terug te vinden is in de legenda. De letter is de afdelingsaanduiding en wordt gebruikt wanneer er meer afdelingen zijn op hetzelfde niveau. De afdelingsletter is altijd een hoofdletter en wordt meestal zonder nummer gebruikt.
Voorbeeld: 2F is niveau 2e klasse competitie F.
Het competitieniveau en nummer wordt niet vermeld wanneer er slechts één competitie van dit niveau was.
  - Officiële eindstand Eredivisie (getal staat tussen haakjes vermeld)

Sinds de introductie van play-offwedstrijden voor Europees voetbal na afloop van de reguliere competitie in 2005/06, is de KNVB verplicht een eindstand van de Eredivisie door te geven aan de UEFA aan de hand van deze play-offwedstrijden.
Bij deze eindstand staan clubs die zich hebben gekwalificeerd voor Europees voetbal hoger dan clubs die zich niet wisten te kwalificeren. Indien er geen verschil was tussen de eindnotering en de officiële eindstand, staat dit getal niet vermeld.

- Onderafdeling

Hier staat afgekort de naam van de onderafdeling indien de club in dat jaar in een onderafdeling uitkwam. Tevens staat deze afkorting in de legenda en wordt gelinkt naar het artikel over deze onderafdeling. Deze afkorting wordt alleen vermeld wanneer de club in het verleden in verschillende onderafdelingen heeft gespeeld. Deze vermelding is in de staaf altijd in kleine letters. Deze onderafdelingen zijn na het seizoen 1995/96 afgeschaft. Heeft de club in slechts één onderafdeling gespeeld, dan is dit alleen terug te vinden in de legenda.
Onder de staaf staat het jaartal vermeld waarin het seizoen is afgesloten. 15 verwijst naar het seizoen 2014/15 of eventueel het seizoen 1914/15.
Wanneer een staaf leeg is, zijn deze gegevens niet bekend. Het kan ook zijn dat de club dat seizoen niet heeft meegespeeld op het hogere amateurniveau, vroegtijdig de competitie heeft verlaten of uit de competitie is gezet.

In het seizoen 1944/45 was er wegens de Tweede Wereldoorlog geen regulier competitievoetbal.
ADO Den Haag · VV BMT · RVC Celeritas · SV Die Haghe · Duindorp SV · HSV DUNO · SV Erasmus · HSV Escamp · RKSV GDA · GSC ESDO · VV Haagse Hout · SV Houtwijk · HBS-Craeyenhout · VV HDV · HMSH · HPSV · Koninklijke HVV · VV KSD-Marine · HVV Laakkwartier · SV Loosduinen · SV Madestein · HVV ODB · PGS/VOGEL · Quick Steps · Hvv RAS · SC REMO · SCSV De Ster · HV & CV Quick · SVV Scheveningen · SVC '08 · VV SVH · TAC '90 · SSV Toofan · VCS · VUC · Wanica Star · SV Wateringse Veld Kranenburg · HVV Te Werve · VV WIK · SV Zuid West DH